# Greg Grunberg
Pour les articles homonymes, voir Grunberg.
Greg Grunberg est un acteur et producteur américain, né le 11 juillet 1966 à Los Angeles (Californie).

## Biographie
Greg Grunberg (nom de naissance : Gregory Phillip Grunberg) est né le 11 juillet 1966 à  Los Angeles (Californie).
Ses parents sont Gerry Grunberg et Sandy Klein. Il a un frère, Brad Grunberg.
Il est le créateur du groupe caritatif Band From TV dans lequel il joue de la batterie.

### Vie privée
Il est marié depuis 1992 à Elizabeth Dawn Wershow. Ils ont trois enfants : Jack, né en 1996, Sam, né en 1999 et Ben, né en 2003.

## Carrière
Il commence sa carrière en apparaissant dans des publicités à la télévision, il est invité au Tonight Show.
Au cinéma il a occupé des rôles dans Hollow Man (2000), Austin Powers dans Goldmember (2002), The Ladykillers (2004), The Catch (2005), Mission impossible 3 (2006, tourné par son ami J. J. Abrams). En 2000, il passe une audition pour jouer Fred Flinstone dans Les Pierrafeu à Rock Vegas.
On retrouve Grunberg aussi dans les séries et films de son ami J. J. Abrams. Ainsi il a un rôle dans quasiment tous ses projets. On peut citer Lost (2004-2005), Alias (2005-2006), Felicity (1998-2002), Mission impossible 3 (2006, au cinéma), Star Wars, épisode VII : Le Réveil de la Force (2015) et Star Wars, épisode IX : L'Ascension de Skywalker (2019).
Il a aussi joué en 2006 dans un épisode de Dr House et Monk.
De 2006 à 2010, il joue le rôle de Matt Parkman dans la série Heroes.
Il fait partie du casting du jeu vidéo L.A. Noire de Rockstar Games, sorti en 2011.

## Filmographie

### Cinéma

#### Longs métrages
- 1993 : Future Shock : Le conducteur de la limousine
- 1996 : Le Porteur de cercueil (The Pallbearer) de Matt Reeves  : Un cousin Abernathy
- 1996 : Réactions en chaîne (The Trigger Effect) de David Koepp: Un homme
- 1997 : Trait pour trait (Picture Perfect) de Glenn Gordon Caron : Un homme
- 1997 : Dinner and Driving de Lawrence Trilling : Michael
- 1998 : Super sens (Senseless) de Penelope Spheeris : Steve
- 1998 : Baseketball de David Zucker : Wilke
- 1998 : With Friends Like These... de Philip Frank Messina : L'assistant de Rudy / Sean Nusbalm
- 1998 : La ferme - une comédie bio (At Sachem Farm) de John Huddles : Un livreur
- 1999 : La Muse (The Muse) d'Albert Brooks : Un agent de sécurité
- 2000 : L'Homme sans ombre (Hollow Man) de Paul Verhoeven : Carter Abbey
- 2001 : The Medicine Show de Wendell Morris : Barry
- 2002 : Austin Powers dans Goldmember (Austin Powers in Goldmember) de Jay Roach : Un homme
- 2003 : Le Truand de Malibu (Malibu's Most Wanted) de John Whitesell : Brett
- 2004 : Ladykillers (The Ladykillers) de Joel et Ethan Coen : Le directeur commercial
- 2004 : Connie and Carla de Michael Lembeck : Le guide du studio
- 2006 : Mission impossible 3 (Mission : Impossible III) de J. J. Abrams : Kevin
- 2006 : The Darkroom de Michael Hurst : Bob
- 2009 : Star Trek de J. J. Abrams : Le beau-père (voix)
- 2010 : Kill Speed de Kim Bass : Jonas Moore
- 2011 : Super 8 de J. J. Abrams : L'acteur de la sitcom
- 2013 : Une sale grosse araignée (Big Ass Spider !) de Mike Mendez : Alex Mathis
- 2013 : Chez Upshaw de Bruce Mason : Mahoney
- 2013 : It's Dark Here d'Adam Coplan : Dr. Wagner
- 2014 : Luna, le bébé tigre (A Tiger's Tail) de Michael J. Sarna : Michael Connley
- 2014 : Let's Kill Ward's Wife de Scott Foley : Bruce
- 2015 : Star Wars, épisode VII : Le Réveil de la Force de J. J. Abrams : Snap Wexley
- 2015 : Underdog Kids de Phillip Rhee : Frank Bosco
- 2015 : Tales of Halloween de Dave Parker : Alex Mathis
- 2015 : Les revers de l'amour (Baby, Baby, Baby) de Brian Klugman : Todd
- 2016 : Star Trek : Sans limites  (Star Trek Beyond) de Justin Lin : Commandant Finnegan
- 2018 : A Star is Born de Bradley Cooper : Phil, le chauffeur de Jackson
- 2018 : The Cloverfield Paradox de Julius Onah : Joe (voix)
- 2018 : 1st Born d'Ali Atshani et Sam Khoze : Dr Cooper
- 2019 : Star Wars, épisode IX : L'Ascension de Skywalker (Star Wars : Episode IX – The Rise of Skywalker) de J. J. Abrams : Snap Wexley
- 2020 : Burning Dog de Trey Batchelor : Smythe
- 2020 : Max Reload and the Nether Blasters de Scott Conditt et Jeremy Tremp :  Eugene Wylder / Un magicien
- 2022 : The Fabelmans de Steven Spielberg :  Bernie Fein

#### Court métrage
- 2020 : Under the Lights de Miles Levin : L'opérateur 9-1-1

### Télévision

#### Séries télévisées
- 1992 : Melrose Place : L'homme à la porte
- 1992 : Flying Blind : Barry Barash
- 1994 : Alerte à Malibu (Baywatch) : Un homme en boîte de nuit
- 1996 : Murphy Brown : Jimmy
- 1996 : Ned et Stacey (Ned and Stacey) : Nick
- 1998 : Profiler : Vic
- 1998 : Ultime recours (Vengeance Unlimited) : Le présentateur télévisée
- 1998 : Diagnostic : Meurtre (Diagnosis Murder) : Brad Carver
- 1998 : Oh Baby : Dennis
- 1998 : Carol (Alright Already) : Un homme
- 1998 : Mike Hammer, Private Eye : Un homme dans le bureau
- 1998 - 1999 : Les dessous de Palm Beach (Silk Stalkings) : Stanley Bronson / Wolfgang Hook
- 1998 - 2002 : Felicity : John Blumberg
- 1999 : Pacific Blue : Scott Rhinehart
- 1999 : Premiers secours (Rescue 77) Un ambulancier
- 1999 : V.I.P. : Loeb
- 2001 : New York Police Blues : Joey Schulman
- 2002 - 2006 : Alias : Eric Weiss
- 2003 : The Jake Effect : Nick Case
- 2004 : Lost : Les Disparus (Lost) : Le pilote
- 2004 : Dead Zone : Franky Cantrel
- 2006 : Dr House : Ronald Neuberger
- 2006 : Monk  Jack Leverett
- 2006 : The Jake Effect : Nick Case
- 2006 - 2010 : Heroes : Matt Parkman
- 2009 : American Dad! : Bjorn (voix)
- 2009 : Robot Chicken : Odin (voix)
- 2009 : The Super Hero Squad Show :  Ant-Man / Dr. Hank Pym (voix)
- 2011 : Love Bites : Judd Rouscher
- 2011 / 2015 : Hawaii 5-0 (Hawaii Five-0) : Jeff Morisson, Agent de l'ICE
- 2012 : Psych : Enquêteur malgré lui (Psych) : Jay Gianukos
- 2012 : The Client List : Dale Locklin
- 2012 : Vegas : Milton Ludlow
- 2012 : Ultimate Spider-Man : Oncle Ben Parker (voix)
- 2012 : How to Rock : Principal Kersey
- 2012 - 2013 : The Client List : Dale Locklin
- 2012 - 2013 : Baby Daddy : Ray Wheeler
- 2013 - 2014 : Masters of Sex : Gene Moretti
- 2014 : Les Experts (CSI : Crime Scene Investigation) : Len Bryant
- 2015 : Esprits criminels (Criminal Minds) : Chris Callahan (saison 10, épisode 23)
- 2015 : Heroes Reborn : Matt Parkman[1]
- 2016 : Les mystères de Laura (The Mysteries of Laura) : Kurt Baronson
- 2016 - 2017 : The Flash : Inspecteur Tom Patterson
- 2016 - 2017 : Life in Pieces : Oncle Mike
- 2018 : Raiponce, la série (Tangled : The Series) : William (voix)
- 2019 : Castle Rock : Boucher
- 2020 : The Boys : Agent Bill Pearson
- 2020 : Weird Weird Times :
- 2021 : Les Simpson (The Simpsons) : L'agent de sécurité (voix)
- 2021 : The Rookie : le flic de Los Angeles (The Rookie) : Larry Macer
- 2021 : 9-1-1 : Lone Star : George
- 2021 : Goliath : Greg Wetzel
- 2022 : New York, unité spéciale (saison 24, épisode 8) : détective Mark McDaniels

#### Téléfilms
- 1990 : Ne touche pas à mon mari (Stolen : One Husband) de Catlin Adams : Le témoin
- 1991 : Frankenstein, le tombeur de la fac (Frankenstein, the College Years) de Tom Shadyac : Kozlowski
- 1997 : Veronica's Video de Don Scardino : Jeremy Perrimen
- 1998 : Mr. Murder de Dick Lowry : Dr Gutheridge
- 2005 : The Catch de J. J. Abrams et John Eisendrath : Tom 'Koz' Kozikowski
- 2006 : Grand Union de Gary Halvorson : Tom McBride
- 2010 : Le pacte des non-dits (Bond of Silence) de Peter Werner : Détective Paul Jackson
- 2013 : Le Jour de l'Apocalypse (End of the World) de Steven R. Monroe : Owen Stokes
- 2015 : Gagne, perds, aime (Win, Lose or Love) de Steven R. Monroe : Hal Harrington
- 2016 : Mon amour, ma victoire : James
- 2017 : The Saint de Simon West : Agent Garces
- 2018 : Paterno de Barry Levinson : Scott Paterno
- 2018 : Mon amour, ma victoire (Tomboy) de Lee Friedlander : James

### Jeux vidéo
- 2005 : Condemned : Criminal Origins : Ethan Thomas
- 2007 : TimeShift : Commandant Mason Cooke
- 2010 : Halo: Reach : Un trooper
- 2011 : L.A. Noire : Hugo Moller
- 2011 : Gears of War 3 : Le pilote du KR-01

### Producteur
- 2005 : The Catch (TV)

## Voix françaises
En France, Pierre Tessier,  est la voix française régulière de Greg Grunberg depuis la série Felicity en 1998.

## Récompenses et nominations

### Nominations
- Saturn Awards 2006 : Meilleur acteur secondaire dans une série télévisée
- Saturn Awards 2007 : Meilleur acteur secondaire dans une série télévisée